# Matsuyama Rocks
Matsuyama Rocks är en liten ö i Antarktis. Den ligger i havet utanför Västantarktis. Argentina, Chile och Storbritannien gör anspråk på området.